# 班達海板塊
班達海板塊是亞洲東南部位於班達海的小型板塊，範圍包括蘇拉威西島一部分、斯蘭島和班達群島，東面邊界有新畿內亞、鳥首板塊、帝汶板塊、巽他板塊和馬魯古海碰撞帶，西面是與帝汶板塊的匯聚邊界。蘇拉威西島是板塊活動活躍的地區，有很多火山和發生大型地震，其中最強烈的地震是矩震級8.5級的1938年班達海大地震。